# Négy gólya
A Négy gólya (eredeti cím: Incoming) 2024-ben bemutatott amerikai filmvígjáték, melyet (elsőfilmes rendezőként) Dave és John Chernin írt és rendezett. A főbb szerepekben Mason Thames és Bobby Cannavale látható.
A film premierje 2024. augusztus 23-án volt a Netflixen. A kritikusoktól negatív visszajelzéseket kapott. 

## Cselekmény
Benj elsős gimnazista, lelkesen várja az új iskolai környezetet és próbál népszerűbbé válni. Nővére, Alyssa barátnőjét, az egy évvel felette járó Baileyt szemelte ki, de nem mer kezdeményezni nála. Barátai, Eddie és Connor is nagyszabású terveket dédelgetnek, míg negyedik cimborájuk, Koosh a bátyjához hasonló jó hírnevet akar szerezni magának.
A végzős Ruby, aki reggelente autójával iskolába viszi Benjet, akarata ellenére belekeveri az elsős fiút egy kétes ügyletbe: gördeszkásoknak ad el vitaminokat, azt állítva, hogy az ecstasy. Koosh meghívja barátait bátyja hétvégi házibulijába. Eddie és Connor bizonytalanok, de Benj mindenképpen menni akar, így próbálva meg közelebb kerülni Baileyhez. A bulin kiderül, az elsősök közül csak egyvalaki mehet be, ezért Benjre esik a választásuk, a többiek csalódottan távoznak. Eközben Mr. Studebaker, a diákjaival közvetlen kémiatanár is benéz a partira és hamar lerészegedik.
Az Eddie otthonában unatkozó Connor meggyőzi barátját, lopják el a garázsukból a Teslát, amely Eddie anyjának idegesítő barátjáé és menjenek el vele a buliba. Itt találkoznak az iskola legnépszerűbb lányával, Katrinával, aki csúnyán lerészegedett és autójukat Ubernek nézi. A lány hamar elájul és miután hasmenése támad, alaposan összepiszkítja önmagát és az autót. Connor és Eddie rövid vitát követően kitakarítják a járművet és Katrinát is lelkiismeretesen rendbe szedik.
A buliban volt barátnője azt vágja Alyssa fejéhez, hogy végtelenül negatívan áll hozzá másokhoz. Mr. Studebaker véletlenül felgyújtja magát és a medencébe zuhan. A gördeszkások felbukkannak és kérdőre vonják Rubyt. Ő Benjre akarja rákenni a dolgot, de leütik, ezután a házigazda, Koosh bátyja verekszik össze az idegenekkel. Alyssának véletlenül eltörik az orrát, a kémiatanár pedig áramütést szenved. A menekülő Benj és Bailey kettesbe kerülve megcsókolják egymást. Koosh kieszel egy hódítási tervet: a pincéjükbe csalogat egy idősebb, Gabrielle nevű lányt, ahol jakuzzi is található, majd úgy tesz, mintha beragadt volna az ajtó és nem tudnak kijutni.Pár idősebb diák drogozásra veszi rá Benjet, ezt látva Bailey csalódottan távozik. A kiérkező rendőrök véget vetnek a partinak. Koosh terve nem válik be, a vizes padlón elcsúszva megsérül a válla és kénytelen bevallani kiszemeltjének a hazugságát, aki ezután faképnél hagyja.
Másnap reggel édesanyjuk csúnyán leszidja Benjet és Alyssát. A lány azt tanácsolja öccsének, adja önmagát Bailey előtt, mert ő a fiú valódi énjéhez vonzódik. Felébredve Katrina rátámad Connorra és Eddie-re, de hamar visszaemlékszik, mi is történt előző este és zavarodottan távozik. Eddie végre kiáll önmagáért anyja lekezelően viselkedő barátja előtt. Egy iskolai rendezvényen Katrina megvédi Connort és Eddie-t két idősebb, kötekedő diáktól és maga mellé ülteti őket, hálából, amiért az éjszaka diszkrét módon gondoskodtak róla. Benj elénekel egy Stevie Wonder-dalt az egybegyűltek előtt, így próbálva meg lenyűgözni Baileyt. Bár a lány látszólag mindenki szeme láttára visszautasítja, később titokban rákacsint.
A végefőcím alatti jelenetben Mr. Studebakert kirúgják állásából, miután az igazgató megnézte a részeg pedagógusról készült házibulis videót.

## Szereplők
| Szerep                 | Színész              | Magyar hang          |
| ---------------------- | -------------------- | -------------------- |
| Benj Nielsen           | Mason Thames         | Ács Balázs           |
| Eddie                  | Ramon Reed           | Kretz Boldizsár      |
| Connor                 | Raphael Alejandro    | Schultz Alex         |
| Danah 'Koosh' Koushani | Bardia Seiri         | Papp-Horváth Levente |
| Bailey                 | Isabella Ferreira    | Mayer Szonja         |
| Mr. Studebaker         | Bobby Cannavale      | Debreczeny Csaba     |
| Alyssa Nielsen         | Ali Gallo            | Gáspárfalvi Dorka    |
| Ruby                   | Thomas Barbusca      | Kálmán Barnabás      |
| Katrina Aurienna       | Loren Gray           | Molnár-Haisz Emese   |
| Kayvon Koushani        | Kayvan Shai          | Rohonyi Barnabás     |
| Cool Jeff              | Devon Weetly         | Katona Péter Dániel  |
| Gabrielle              | Victoria Moroles     | Kovács Kinga         |
| Dennis                 | Scott McArthur       | Fehérvári Péter      |
| Mrs. Nielsen           | Kaitlin Olson        | Haumann Petra        |
| Jessica                | Stefanie Rons        | Engel-Iván Lili      |
| Hutchens igazgatónő    | Kim Hawthorne        | Marjai Virág         |
| Borotvált fejű         | Gattlin Griffith     | Hamvas Dániel        |
| Raszta hajú            |                      | Penke Bence          |
| Nicole                 | Sammi-Jack Martincak | Kobela Kíra          |
| Eddie anyja            | Dinora Walcott       | Fekete Linda         |

A magyar változat munkatársai
- Magyar szöveg: Béres Zsombor
- Hangmérnök: Cs. Németh Bálint
- Vágó: Sári-Szemerédi Gabriella
- Gyártásvezető: Kincses Tamás
- Szinkronrendező: Nikodém Zsigmond
- Produkciós vezető: Várkonyi Krisztina

A szinkron a Mafilm Audio Kft. műtermeiben készült, 2024-ben. Forgalomba hozza a Netflix Magyarország.

## A film készítése
Dave és John Chernin írta és rendezte. Producerei Nicholas Stoller, Connor Welch (Stoller Global Solutions), Todd Garner, Peter Principato, Ben Silverman, Mark Korshak (Artist Road) és Peter Oillataguerre voltak. 
A film terjesztési jogait 2023 decemberében vásárolta meg a Netflix. Bejelentették, hogy a főszerepekben Mason Thames, Bobby Cannavale, Kaitlin Olson, Scott McArthur, Bardia Seiri, Ramon Reed és Raphael Alejandro lesznek láthatók. A forgatásról készült első képek 2024 júliusában jelentek meg.

## Bemutató
2024. augusztus 23-án streaming formátumban tette közzé a Netflix.

## Fogadtatás
A film negatív kritikákat kapott. A Rotten Tomatoes 25%-ra értékelte, 28 kritikus vélemény alapján. A film átlagos értékelése a 4/10 körülire tehető. A weboldal kritikus konszenzusa a következőt írja: „Silány és gyerekes volta miatt ez a tinivígjáték nem éri el a célját.” A Metacritic 8 vélemény alapján 100 pontból 38-ra értékelte, ami az "általában kedvezőtlen" kategóriába sorolható.